# Adrienne von Speyr
Adrienne von Speyr (20. září 1902 La Chaux-de-Fonds, Švýcarsko – 17. září 1967 Basilej, Švýcarsko) byla švýcarská lékařka. Od protestantismu konvertovala ke katolické víře. Opakovaně prožila mystické zážitky; stala se autorkou více než 60 knih s duchovní a teologickou tematikou.

## Životopis
Narodila se v protestantské rodině, její otec Theodor von Speyr byl oční lékař, matka Laure Girard pocházela z významné hodinářské rodiny ze Ženevy a Neuenburgu. K jejím sourozencům patřila starší sestra Helena a dva mladší bratři.
Měla silný vztah k otci, který ji brával do nemocnice k nemocným dětem. Vychovával ji s respektem a porozuměním; naopak matka Adriennu denně kárala. Dívka si tak kromě vztahu k otci vytvořila i hluboké pouto ke své babičce, která byla zbožnou ženou. Začal se tak formovat i její vztah k Bohu.
Adrienne bývala často nemocná. Přes své tělesné trápení se snažila pomáhat jiným trpícím a trávila čas v nemocnici, kde se snažila uklidňovat pacienty a dodávat jim odvahu. Chtěla se stát lékařkou, což podporoval její otec, nikoli však matka. Po dvou letech na střední škole dosáhla matka toho, že Adriennino studium zde skončilo. Matce se nelíbilo, že v této škole byla příliš ve společenství chlapců. Adrienne tak poté strávila rok na vyšší dívčí škole. Otec jí pak nicméně povolil se na původní školu vrátit, ač skutečně byla jedinou dívkou ve třídě.
V listopadu 1917, kdy jí bylo 15 let, zažila mystické vidění: spatřila Pannu Marii obklopenou anděly a svatými. Tento zážitek byl zásadní pro její pozdější dílo.
V roce 1927 potkala profesora historie basilejské univerzity Emila Dürra, vdovce a otce dvou malých synů. Vzali se a brzy po svatbě složila Adrienne lékařské zkoušky – stala se tak první lékařkou ve Švýcarsku. Již roku 1934 jí však manžel zemřel. O dva roky později se provdala znovu, jejím druhým mužem se stal spolupracovník jejího prvního manžela, Werner Kaegi.
V následujících letech v Adrienne rostla touha po konverzi ke katolické víře, pokusy o její realizaci v kontaktu s katolickými kněžími ale nebyly úspěšné. Až na podzim roku 1940 byla představena teologovi Hansi Urs von Balthasarovi, který byl tehdy členem jezuitského řádu a studentským kaplanem v Basileji. Pokřtil ji 1. listopadu 1940, brzy byla biřmována. Pro její rodinu bylo její rozhodnutí šokující. Trvalo roky, než mezi nimi nastalo usmíření.
Adrienne se pak začala přátelit s řadou katolických myslitelů své doby, mezi nimiž byli např. Romano Guardini, Henri de Lubac nebo Gabriel Marcel.
Společně s von Balthasarem, který se stal jejím duchovním vůdcem a blízkým přítelem, založili 8. prosince 1944 sekulární institut Johannesgemeinschaft. Následující roky byly však v jejím životě naplněny také řadou fyzických obtíží - prodělala infarkt, trpěla diabetem, artritidou. Od roku 1954 byla tak nemocná, že musela zanechat své lékařské praxe. V posledních třech letech života byla slepá. Své fyzické trápení však podle von Balthasara dokázala snášet s velkou vyrovnaností.
Zpracováno podle: * Adrienne von Speyr | Theofil Archivováno 14. 10. 2016 na Wayback Machine.

## Dílo

### Česky vyšlo
- U Boha a u lidí, Nakl. Paulínky Praha 2011
- Lumina, Karmelitánské nakl. Kostelní Vydří, 2001
- Člověk před Bohem, Karmelitánské nakl. Kostelní Vydří, 1998
- Slova na kříži, Karmelitánské nakl. Kostelní Vydří, 1994
- Služebnice Pána, Karmelitánské nakl. Kostelní Vydří, 1993
- Eliáš, Karmelitánské nakl. Kostelní Vydří, 1992